# Јемен на Летњим олимпијским играма 2024.
Јемен је учествовао на Летњим олимпијским играма 2024. у Паризу од 26. јула до 11. августа 2024. Ово је девети наступ нације на Летњим олимпијским играма од њеног званичног дебија као уједињене нације Северног и Јужног Јемена 1992. године .

## Учесници по спортовима
| Спорт      | Мушкарци | Жене | Укупно |
| ---------- | -------- | ---- | ------ |
| Атлетика   | 1        | 0    | 1      |
| Пливање    | 1        | 0    | 1      |
| Стрељаштво | 0        | 1    | 1      |
| Јудо       | 1        | 0    | 1      |
| 4 спорта   | 3        | 1    | 4      |

## Атлетика
| Атлетичар    | Дисциплина     | Квалификације | Квалификације | Финале           | Финале           |
| Атлетичар    | Дисциплина     | Резултат      | Пласман       | Резултат         | Пласман          |
| ------------ | -------------- | ------------- | ------------- | ---------------- | ---------------- |
| Самир Елифаи | Мушкарци 100 м | 11,54 ПБ      | 8             | Није се пласирао | Није се пласирао |

## Пливање
| Пливач(ица) | Дисциплина             | Група   | Група   | Полуфинале       | Полуфинале       | Финале           | Финале           |
| Пливач(ица) | Дисциплина             | Време   | Пласман | Време            | Пласман          | Време            | Пласман          |
| ----------- | ---------------------- | ------- | ------- | ---------------- | ---------------- | ---------------- | ---------------- |
| Јусуф Насер | Мушкарци, 100 м лептир | 1:08,72 | 40      | Није се пласирао | Није се пласирао | Није се пласирао | Није се пласирао |

## Стрељаштво
| Стрелац          | Дисциплина                  | Квалификације | Квалификације | Финале            | Финале            |
| Стрелац          | Дисциплина                  | Резултат      | Пласман       | Резултат          | Пласман           |
| ---------------- | --------------------------- | ------------- | ------------- | ----------------- | ----------------- |
| Јасамен Ал-Раими | Женски ваздушни пиштољ 10 м | 559           | 40            | Није се пласирала | Није се пласирала |

## Џудо
| Џудиста      | Дисциплина      | Прва рунда         | Друга рунда        | Четвртина финала   | Полуфинале         | Репесаж            | Финале / БМ        | Финале / БМ       |
| Џудиста      | Дисциплина      | Противник Резултат | Противник Резултат | Противник Резултат | Противник Резултат | Противник Резултат | Противник Резултат | Пласман           |
| ------------ | --------------- | ------------------ | ------------------ | ------------------ | ------------------ | ------------------ | ------------------ | ----------------- |
| Хешам Макабр | Мушкарци –60 кг | Мекензи Л 00–10    | Није се пласирала  | Није се пласирала  | Није се пласирала  | Није се пласирала  | Није се пласирала  | Није се пласирала |